# Partito dello Yorkshire
Il Partito dello Yorkshire (in inglese: Yorkshire Party, in precedenza chiamato Yorkshire First) è un partito politico regionalista dello Yorkshire, una contea storica dell'Inghilterra. Lanciato da Richard Carter e Stewart Arnold prima delle elezioni europee del 2014, sostiene l'istituzione di un Parlamento dello Yorkshire all'interno del Regno Unito, simile al Parlamento scozzese o all'Assemblea Nazionale per il Galles.

## Risultati elettorali

### Elezioni europee del 2014
Le elezioni europee del 2014 si tennero nel Regno Unito il 22 maggio.
| Collegio                 | Candidati                                         | Voti   | %   | Risultati     | Note                                     |
| ------------------------ | ------------------------------------------------- | ------ | --- | ------------- | ---------------------------------------- |
| Yorkshire and the Humber | Stewart Arnold, Richard Carter, Richard Honnoraty | 19.017 | 1,5 | Nessun eletto | Collegio plurinominale; liste di partito |

### Elezioni generali del 2015
Yorkshire First si candidò in 14 collegi, e nessun candidato fu eletto
| Collegio              | Candidati      | Voti  | %   |
| --------------------- | -------------- | ----- | --- |
| Barnsley East         | Tony Devoy     | 647   | 1,7 |
| Beverley & Holderness | Lee Walton     | 658   | 1,2 |
| Calder Valley         | Rod Sutcliffe  | 389   | 0,7 |
| Colne Valley          | Paul Salveson  | 572   | 1,0 |
| Dewsbury              | Richard Carter | 236   | 0,4 |
| East Yorkshire        | Stewart Arnold | 720   | 1,4 |
| Haltemprice & Howden  | Diana Wallis   | 479   | 1,0 |
| Hemsworth             | Martin Roberts | 1,018 | 2,4 |
| Hull East             | Martin Clayton | 270   | 0,8 |
| Hull North            | Vicky Butler   | 366   | 1,0 |
| Leeds North West      | Bob Buxton     | 143   | 0,3 |
| Morley & Outwood      | Arnie Craven   | 479   | 1,0 |
| Shipley               | Darren Hill    | 543   | 1,1 |
| York Central          | Chris Whitwood | 291   | 0,6 |

### Elezioni generali del 2017
Il Partito dello Yorkshire nominò 21 candidati per le elezioni generali nel Regno Unito del 2017; l'età media dei candidati era di 35 anni, e il più giovane, Jack Render, ne aveva 19. Il 20% di essi erano LGBT. Nessuno di essi fu eletto
| Collegio                             | Nome             | Voti  | %   |
| ------------------------------------ | ---------------- | ----- | --- |
| Barnsley East                        | Tony Devoy       | 1.215 | 3,0 |
| Beverley and Holderness              | Lee Walton       | 1.158 | 2,1 |
| Doncaster Central                    | Chris Whitwood   | 1.346 | 3,1 |
| Doncaster North                      | Charlie Bridges  | 741   | 1,8 |
| Don Valley                           | Stevie Manion    | 1.599 | 3,5 |
| Elmet & Rothwell                     | Matthew Clover   | 1.042 | 1,8 |
| Haltemprice & Howden                 | Diana Wallis     | 942   | 1,8 |
| Hemsworth                            | Martin Roberts   | 1.135 | 2,5 |
| Huddersfield                         | Bikatshi Katenga | 274   | 0,6 |
| Leeds East                           | John Otley       | 422   | 1,0 |
| Leeds North East                     | Tess Seddon      | 303   | 0,6 |
| Leeds West                           | Ed Jones         | 378   | 0,9 |
| Normanton, Pontefract and Castleford | Daniel Gascoigne | 1.431 | 2,9 |
| Pudsey                               | Bob Buxton       | 1.138 | 2,1 |
| Richmond (Yorks)                     | Chris Pearson    | 2.106 | 3,7 |
| Rotherham                            | Mick Bower       | 1.432 | 3,8 |
| Scarborough and Whitby               | Bill Black       | 369   | 0,7 |
| Sheffield Central                    | Jack Carrington  | 197   | 0,4 |
| Skipton and Ripon                    | Jack Render      | 1.539 | 2,6 |
| Wakefield                            | Lucy Brown       | 1.176 | 2,5 |
| Yorkshire East                       | Timothy Norman   | 1.015 | 1,9 |